# A404(M)
A404(M) är en motorväg i Storbritannien. Motorvägen som är 3,9 kilometer lång binder ihop motorvägen M4 med Henley-on-Thames.